# Distrito de Dithmarschen
El distrito de Dithmarschen (en alemán: Kreis Dithmarschen) es un distrito del Norte de Alemania situado al oeste del estado federal de Schleswig-Holstein, entre la ciudad de Hamburgo y el distrito de Frisia Septentrional, a orillas del mar de Frisia. Su territorio se delimita entre los ríos Elba y Eider y el canal de Kiel, siendo sus fronteras, por ende, definidas por cuerpos de agua. Desde 2005 forma parte del área metropolitana de Hamburgo, ciudad con la que comparte el último tramo del Elba, a unos 90 kilómetros de distancia en dirección noroeste.
Antiguamente la región que comprende el actual distrito de Dithmarschen se regía como entidad propia que unía las zonas de cultivo del col, conocida como República Campesina Libre de Dithmarschen (Bauernrepublik Dithmarschen), limitada al este con el ducado de Hostein, de cuyo territorio pasaría a formar parte posteriormente. Hoy en día se ha industrializado y debido a la extracción de petróleo la zona tiene un alto nivel económico. Las otras dimensiones de la economía se centran en el turismo y las instalaciones aerogeneradoras.
Dithmarschen forma parte de la región de habla baja alemana (Plattdeutsch), un dialecto que hasta hoy en día sigue siendo dominado y usado por gran parte de la población local.

## Composición del distrito

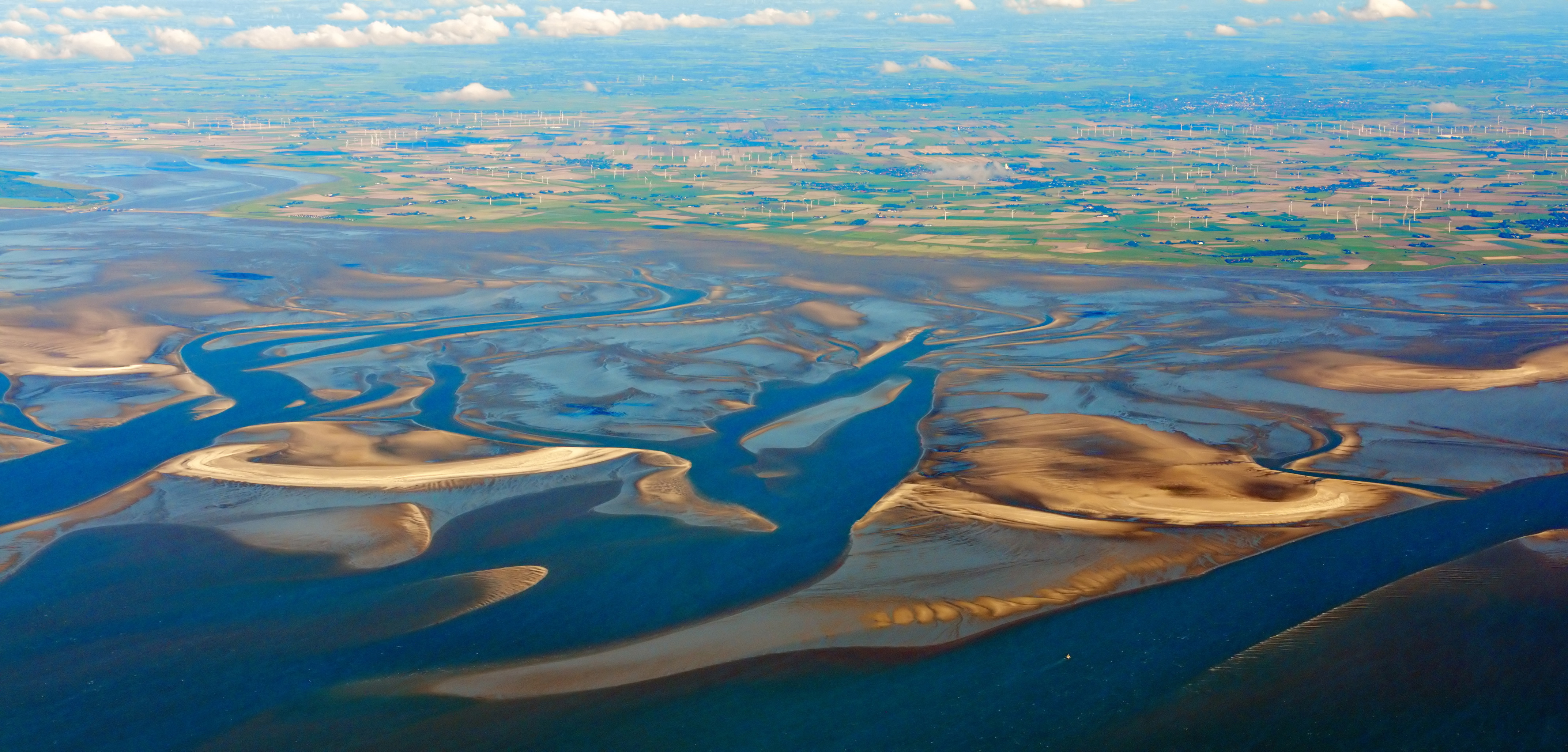
Dithmarschen

(Habitantes a 30 de septiembre de 2005)
| Municipios                                                                                | Municipios                                                                             | Municipios |
| ----------------------------------------------------------------------------------------- | -------------------------------------------------------------------------------------- | ---------- |
| - 1. Brunsbüttel, Ciudad (13.789) - 2. Friedrichskoog (2.522) - 3. Heide, Ciudad (20.716) | - 4. Marne, Ciudad (6.018) - 5. Meldorf, Stadt (7.655) - 6. Wesselburen, Stadt (3.112) |            |

Unión de municipios
- 1. Albersdorf

1. Albersdorf (3.588)
2. Arkebek (250)
3. Bunsoh (871)
4. Immenstedt (97)
5. Offenbüttel (283)
6. Osterrade (462)
7. Schafstedt (1.343)
8. Schrum (77)
9. Tensbüttel-Röst (692)
10. Wennbüttel (77)

- 2. Burg-Süderhastedt

1. Brickeln (212)
2. Buchholz (1.115)
3. Burg (Dithmarschen) (4.364)
4. Eggstedt (836)
5. Frestedt (401)
6. Großenrade (529)
7. Hochdonn (1.249)
8. Kuden (664)
9. Quickborn (199)
10. Süderhastedt (874)

- 3. Büsum

1. Büsum (4.880)
2. Büsumer Deichhausen (345)
3. Hedwigenkoog (271)
4. Oesterdeichstrich (273)
5. Warwerort (284)
6. Westerdeichstrich (908)

- 4. Eddelak-Sankt Michaelisdonn

1. Averlak (640)
2. Dingen (714)
3. Eddelak (1.462)
4. Sankt Michaelisdonn (3.728)

- 5. Heide-Land

1. Hemmingstedt (2.989)
2. Lieth (396)
3. Lohe-Rickelshof (1.942)
4. Nordhastedt (2.753)
5. Wöhrden (1.334)

- 6. Hennstedt

1. Barkenholm (189)
2. Bergewöhrden (36)
3. Delve (737)
4. Fedderingen (277)
5. Glüsing (119)
6. Hägen (54)
7. Hennstedt (1.880)
8. Hollingstedt (338)
9. Kleve (452)
10. Linden (876)
11. Norderheistedt (144)
12. Schlichting (239)
13. Süderheistedt (542)
14. Wiemerstedt (165)